# Мандела: Официальная биография
Мандела: Официальная биография (англ. Mandela: The Authorised Biography) — книга журналиста Энтони Сэмпсона о жизни Нельсона Манделы, президента ЮАР. Опубликована в 1999 году, через пять лет после издания автобиографии Манделы «Долгий путь к свободе». Книга Сэмпсона была одной из первых, поднявших такие вопросы, как преступления Винни Манделы и попытки президента Фредерика Виллема де Клерка использовать силы безопасности для срыва мирных переговоров.

## Де Клерк и «Третья сила»
Сэмпсон заявил, что Клерк усугубил насилие на нескольких направлениях. Как сообщается, Клерк, не обращал внимания на насилие со стороны зулусов - националистической Партии свободы Инката, действующей против Африканского национального конгресса, и против апартеида. Клерк разрешил сторонникам Инката использование в своих митингах «традиционного оружия», которым они нанесли много травм. Сэмпсон привел случай, когда АНК сообщил правительству, что Инката планировала проведение демонстрации. Полиция оставила сообщение без внимания, и в результате было убито тридцать человек.
Мандела сам написал об этом в своей книге, но Сэмпсон также затронул и новые вопросы. Сэмпсон обвинил Клерка, полицию и министерство обороны в финансовой поддержке Инкаты и секретных про-апартеидных организаций, как «Третья сила», терроризирующая оппозиционные движения. В 1991 году де Клерк уволил министров, Адриана Влока и Магнуса Малана, соответственно, и подал запрос на расследование, позже проведенное заинтересованными сторонами, которое Сэмпсон описывает, как попытку обелить себя. Клерк отрицал это, и сказал, что он был не в силах сдержать третью силу, хотя хотел. В интервью 2004 года, де Клерк заявил, что его силы безопасности были подорваны путём проведения «тайной деятельности, в противоречии с политикой, которую мы пытались продвигать». Он также сказал, что в АНК существовали экстремистские элементы, пытавшиеся сорвать мирный процесс.

## Джеймс Грегори и «Прощай, Бафана»
Сэмпсон также утверждает, что один из тюремных надзирателей Манделы, прапорщик Джеймс Грегори, притворился другом Манделы, чтобы заработать денег. По Сэмпсону, эта «дружба», описанная в книге Грегори «Прощай, Бафана», была выдумана, и на самом деле Грегори редко общался с Манделой. Грегори цензурировал письма, отправленные будущим президентом и, таким образом обнародовал детали личной жизни Манделы, в своей книге. Мандела хотел судиться с Грегори, но воздержался от этого, когда администрация тюрьмы дистанцировалась от книги Грегори. Сэмпсон также отметил, что другие надзиратели, например Христо Марка, признались ему в интервью, что подозревали Грегори в шпионаже в пользу правительства. Мандела позже пригласил Грегори на свою инаугурацию в качестве президента, по-видимому, простив его.